# 福建教育学院
福建教育学院，简称闽教院，是中华人民共和国的一所公办省属成人高等学校，位于福建省福州市鼓楼区。
1956年，福建教育学院成立。
目前，该校占地面积约54亩，建筑面积3.7万平方米。